# دروازه جانستون

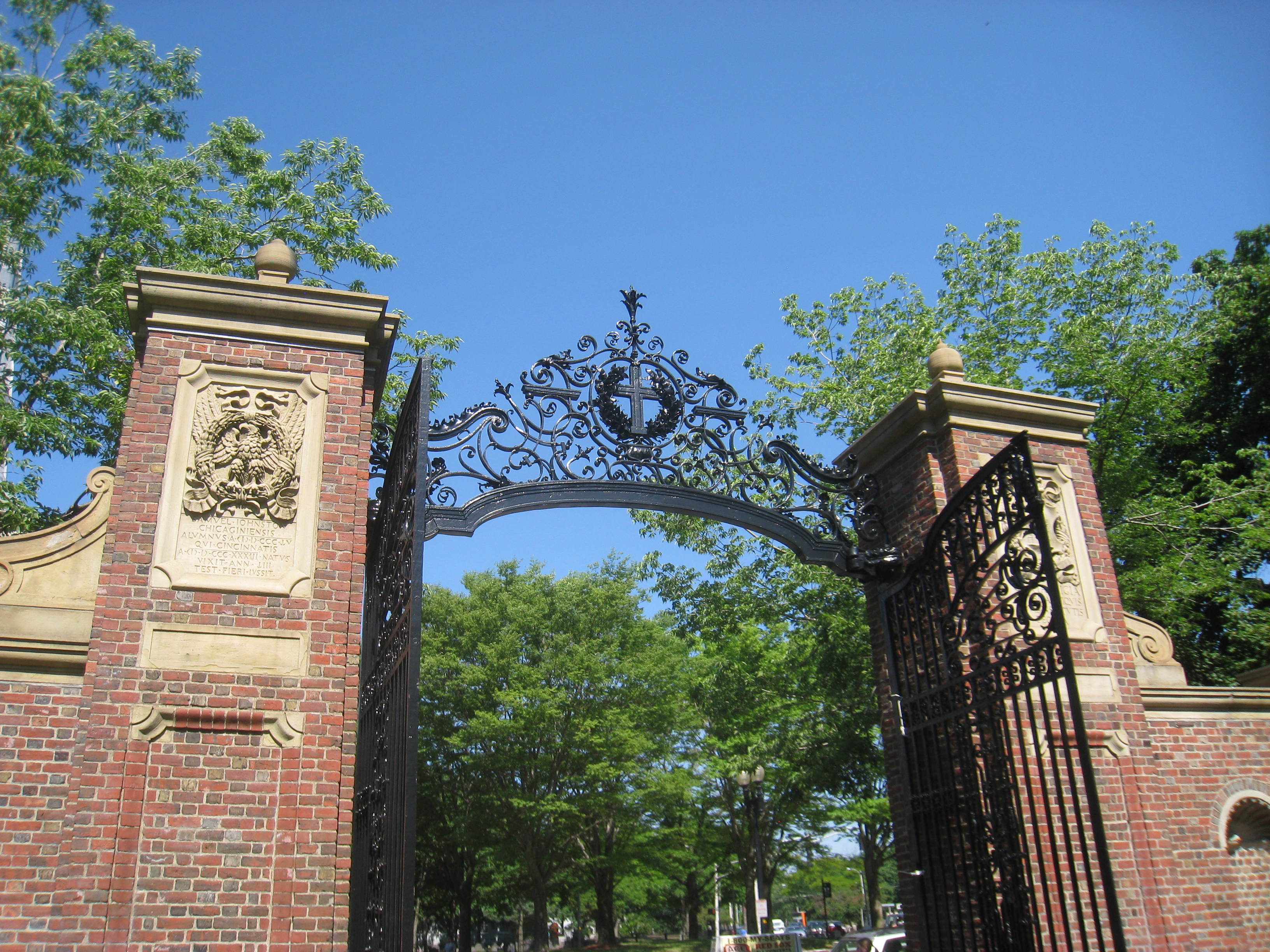
ورودی جانستون. کتیبه روی لوح در سمت چپ که از لاتین ترجمه شده‌است چنین است: «ساموئل جانستون از شیکاگو•در سال ۱۸۵۵ میلادی فارغ‌التحصیل شد•او در سال ۱۸۸۳ در سینسیناتی متولد شد•۵۳ سال زندگی کرد•او به وصیت خود این امر را صادر کرد.»

دروازه یا ورودی جانستون، (به انگلیسی: Johnston Gate) یکی از چندین ورودی به محوطه دانشگاه هاروارد در کمبریج، ماساچوست است. این ورودی که در سال ۱۸۸۹ میلادی و پس از اجرای طرح معماری جرجی توسط مک کیم، مید و وایت تکمیل شد، به خیابان پی بادی درست در شمال میدان هاروارد باز می‌شود. هزینه ساخت این دروازه حدود ۱۰ هزار دلار بود که ساموئل جانستون (کلاس کالج هاروارد در سال ۱۸۵۵) آن را به دانشگاه هدیه داد.